# آلبرتو مینویا
آلبرتو مینویا (انگلیسی: Alberto Minoia؛ زادهٔ ۶ مهٔ ۱۹۶۰) بازیکن فوتبال اهل ایتالیا است.
از باشگاه‌هایی که در آن بازی کرده‌است می‌توان به باشگاه فوتبال آ.ث. میلان و باشگاه فوتبال اتلتیکو آرتزو اشاره کرد.